# Paso de Patria
Paso de Patria è un centro abitato del Paraguay; si trova nel dipartimento di Ñeembucú, di cui forma uno dei 16 distretti. Occupa l'estremo lembo sud-orientale del paese, poco lontano dalla confluenza del Paraguay nel Paraná; la località fu uno dei maggiori teatri degli avvenimenti della Guerra della triplice alleanza. 

## Popolazione
Al censimento del 2002 Paso de Patria contava una popolazione urbana di 818 abitanti (1.708 nel distretto).

## Storia
La località si è sviluppata attorno ad un fortino di frontiera costruito durante la presidenza di Carlos Antonio López; la prima chiesa, demolita nel 1935, fu edificata nel 1852. Durante la Guerra della triplice alleanza il maresciallo Francisco Solano López pose inizialmente in questo luogo il suo quartier generale per la difesa del paese dall'invasione alleata. Nella vicina frazione (compañia) di Tuyutí si svolse il 24 maggio del 1866 una delle più sanguinose battaglie del Sudamerica: dopo un movimento diversivo nelle paludi di Estero Bellaco, che indusse il generale argentino Bartolomé Mitre ad occupare la zona, 25.000 soldati paraguaiani si scagliarono da tutte le direzioni contro i 39.000 soldati alleati (21.000 brasiliani, 16.000 argentini e 2.000 uruguaiani). La vittoria paraguaiana non fu completa come sperato a causa del ritardo con cui attaccò l'ala destra del suo esercito; in 5 ore di combattimento però restarono sul terreno 15.000 uomini, dei quali 8.000 alleati.

## Economia
Le attività economiche del centro abitato e del suo distretto sono l'allevamento e l'agricoltura.

## Musei
A Paso de Patria esistono due musei che raccolgono i cimeli delle battaglie che vi si svolsero, uno pubblico ed uno privato. Quello pubblico è situato nel luogo in cui sorgeva il quartier generale del maresciallo Francisco Solano López, distrutto da un'alluvione nel 1983 e ricostruito in seguito dalla popolazione del luogo; l'altro museo si trova in una abitazione privata.

## Infrastrutture e trasporti
Come per la maggior parte dei centri abitati del dipartimento di Ñeembucú, anche Paso de Patria non può contare su buoni collegamenti stradali: per raggiungere la località occorre percorrere 60 km di strada sterrata partendo dal capoluogo Pilar.